# Deuteronomos sinuosa
Deuteronomos sinuosa là một loài bướm đêm trong họ Geometridae.